# Marcelo Barticciotto
Marcelo Pablo Barticciotto Cicaré (Avellaneda, Buenos Aires, 1 de enero de 1967) es un exfutbolista, entrenador, cantante y comentarista deportivo argentino nacionalizado chileno. 
Desarrolló gran parte de su carrera en Colo-Colo. Su amor por la camiseta alba, su compromiso con el club y sus goles, lo hacen uno de los jugadores más queridos e importantes en la historia del cuadro popular.
Es sobrino del reconocido inventor argentino Augusto Cicaré y padre de Bruno Barticciotto, también futbolista. También es pariente del mundialista y campeón del mundo Julio Jorge Olarticoechea, que es primo hermano de su madre.

## Biografía
Nació el 1 de enero de 1967 en la ciudad de Avellaneda, partido de Avellaneda, en la zona sur del Gran Buenos Aires. Pero según relata él, el día en que verdad nació fue el 1 de enero de 1967, y que su padre lo inscribió en el registro un día antes para que si lo llamaban a hacer el servicio militar lo hiciera un año antes, así terminaba antes para estudiar en una universidad, cosa que no sirvió de mucho porque Marcelo estaba orientado a ser un futbolista.

## Trayectoria

### Como futbolista
De adolescente, jugó para Independiente y Racing Club; del primero, dejó de ir debido a que no fue inscrito en el campeonato, por lo que solo entrenaba, mientras que en la Academia no volvió a concurrir tras sufrir el robo de toda su ropa en el camarín.
Comenzó a estudiar la carrera universitaria de Agronomía en la Universidad de Buenos Aires en la cual duró ocho meses, dejándola de lado por Educación Física, lo que mezcló con el fútbol amateur, jugando los fines de semanas el campeonato regional de Saladillo, donde fue descubierto por Jorge Ghiso, quien le ofreció una prueba para Boca Juniors o River Plate. Tras no recibir respuesta de Ghiso en cuatro semanas, por gestión de un tío, se prueba en Huracán, que militaba en la Segunda División argentina. Tras un partido de práctica, su rendimiento satisface al DT y es contratado.
En 1988, nuevamente a través de Jorge Luis Ghiso, es ofrecido al Everton de Viña del Mar, donde no lo ficharon, luego ofreciéndole a Universidad de Chile, pero el técnico del equipo en ese entonces, Manuel Pellegrini prefirió fichar al arquero Héctor Giorgetti. Luego en agosto de 1988 es fichado por Colo-Colo, interrumpiendo para ello su carrera universitaria en Argentina. Si bien en un principio tuvo problemas para adaptarse a su nuevo club, pronto comenzó a mostrar un gran nivel gracias al apoyo incondicional de su técnico Arturo Salah. Anotó el primer gol en el nuevo Estadio Monumental, ante Peñarol. Con Colo-Colo ganó en su primera etapa 3 campeonatos nacionales, 3 torneos de copa y 3 internacionales, siendo el más importante la Copa Libertadores de América de 1991 en donde anotó 3 goles, incluyendo uno en la semifinal frente a Boca Juniors. Tan alto fue su nivel en la copa continental, que estuvo a un paso de firmar por el Olympique de Marsella, mas el entonces presidente del cuadro galo, Bernard Tapie prefirió al también argentino Leonardo Rodríguez.
Tras estos logros ficha en 1993 por el Club América de México. Sin embargo el equipo no consiguió los resultados esperados. Esto, sumado a una depresión que arrastraba desde 1988, precipitó su regreso a Chile en 1995. Barticciotto negocia su regreso a Colo-Colo, pero debido a una antigua deuda que el conjunto albo arrastraba con las Águilas por el traspaso de Toninho Dos Santos, no permiten su regreso. Tras recibir una propuesta de Manuel Pellegrini, además de su deseo de volver a Chile, ficha por Universidad Católica. Un gol no celebrado ante su antiguo equipo gatillaría su salida de la escuadra cruzada. Posteriormente declararía que «hubiese preferido no hacerle ese gol al club de mis amores».
En 1996 logra concretar su regreso a Colo-Colo, donde recupera su nivel de juego consiguiendo 3 nuevos campeonatos nacionales además de la Copa Chile en 1996. En 2002 con 35 años consigue su séptimo título nacional con Colo-Colo, aunque no fue titular en la mayor parte del campeonato.
Se retiró el 11 de enero de 2003 en el Estadio Monumental, con más de 50 mil espectadores.
Es junto a Raúl Ormeño, David Henríquez, Leonel Sánchez y Jaime Pizarro el tercer jugador con más torneos nacionales obtenidos (7 campeonatos). Solo es superado por José Pedro Fuenzalida, quien posee 8 títulos nacionales, Johnny Herrera, quien posee 9 títulos y Luis Mena, quien posee 11.
En 1991, se habló de una opción de obtener la nacionalidad chilena por gracia, y así poder defender a la Selección chilena en la Copa América 1991, pero no prosperó. Luego, tras irse en 1993 a México, no logró obtener los cinco años de residencia en el país: «Me fui con 4 años y 10 meses. Podría haber estado en el Mundial de 1998». En 1997 se presentó en la Cámara de Diputados un proyecto de ley para otorgarle la nacionalidad chilena por gracia, el que sin embargo no prosperó, siendo archivado al año siguiente. Finalmente, obtuvo la nacionalidad chilena en el año 2000.

### Como entrenador
Dirigió a la Universidad de Concepción durante un año. Su debut fue el 21 de julio de 2007 y el último el 2 de agosto de 2008 al perder con Palestino, tras estos malos resultados presentó su renuncia. Con el club su logro más importante fue llegar a la final del Torneo de Clausura 2007 con Colo-Colo, perdiéndola y quedando como subcampeón.
El 23 de agosto de 2008 es nombrado como entrenador de Colo-Colo para reemplazar en la banca al destituido Fernando Astengo. El fútbol ofensivo, los montos manejados y el conocimiento del medio fueron determinantes a la hora de contratarlo.
Con Colo-Colo, logró el título del Torneo de Clausura 2008. Sin embargo, en el año Torneo de Apertura 2009 tuvo una campaña muy irregular con Colo-Colo, hasta el 17 de abril de 2009, día que renuncia indeclinablemente a la banca alba, debido a la paupérrima campaña y problemas con la dirigencia y los jugadores.
El 23 de febrero de 2010 es presentado como el nuevo director técnico de Audax Italiano, en reemplazo del argentino Pablo Marini, cargo donde estuvo hasta el 20 de mayo del mismo año. Si bien se indicó que no fue renovado su contrato, la justicia determinó que fue un despido injustificado, por lo que el conjunto audino debió indemnizar a Barticciotto por cerca de 70 millones de pesos. El 29 de diciembre de 2010 los directivos de Deportes Copiapó anuncian a Marcelo Barticciotto como nuevo Gerente Deportivo del elenco copiapino, cargo al que renunció a mediados del año 2011, debido a los malos resultados obtenidos por el técnico Cristian Castañeda quien también renunció.

### Actualidad
El 10 de febrero de 1999 se presenta en la edición del Festival de Viña correspondiente a ese año junto al cantante Keko Yunge cantando la canción «Ya nada es importante».
Actualmente el exdelantero albo comenta en el espacio deportivo de TVN, en ESPN y Radio Cooperativa.
El 28 de febrero de 2020 se presenta como invitado del humorista Pedro Ruminot en el LXI Festival Internacional de la Canción de Viña del Mar, donde nuevamente cantó «Ya nada es importante».

## Estadísticas

### Como jugador
| Club                         | Div                 | Temporada           | Liga  | Liga  | Liga   | Copas nacionales | Copas nacionales | Copas nacionales | Torneos internacionales | Torneos internacionales | Torneos internacionales | Total | Total | Total  | Media Goleadora |
| Club                         | Div                 | Temporada           | Part. | Goles | Asist. | Part.            | Goles            | Asist.           | Part.                   | Goles                   | Asist.                  | Part. | Goles | Asist. | Media Goleadora |
| ---------------------------- | ------------------- | ------------------- | ----- | ----- | ------ | ---------------- | ---------------- | ---------------- | ----------------------- | ----------------------- | ----------------------- | ----- | ----- | ------ | --------------- |
| C. A. Huracán Argentina      | 2.ª                 | 1986-87             | 30    | 4     | 5      | —                | —                | —                | —                       | —                       | —                       | 30    | 4     | 5      | 0.13            |
| C. A. Huracán Argentina      | 2.ª                 | 1987-88             | 42    | 8     | 4      | —                | —                | —                | —                       | —                       | —                       | 42    | 8     | 4      | 0.19            |
| C. A. Huracán Argentina      | Total club          | Total club          | 72    | 12    | 9      | 0                | 0                | 0                | 0                       | 0                       | 0                       | 72    | 12    | 9      | 0.17            |
| Colo-Colo · Chile            | 1.ª                 | 1988                | 21    | 5     | 4      | 3                | 2                | 0                | —                       | —                       | —                       | 24    | 7     | 4      | 0.29            |
| Colo-Colo · Chile            | 1.ª                 | 1989                | 28    | 9     | 5      | 19               | 6                | 5                | 6                       | 1                       | 0                       | 53    | 16    | 10     | 0.3             |
| Colo-Colo · Chile            | 1.ª                 | 1990                | 26    | 7     | 9      | 11               | 0                | 6                | 8                       | 1                       | 1                       | 45    | 8     | 16     | 0.18            |
| Colo-Colo · Chile            | 1.ª                 | 1991                | 20    | 5     | 6      | 4                | 0                | 0                | 14                      | 3                       | 3                       | 38    | 8     | 9      | 0.21            |
| Colo-Colo · Chile            | 1.ª                 | 1992                | 25    | 8     | 3      | 4                | 0                | 0                | 7                       | 5                       | 0                       | 36    | 13    | 3      | 0.36            |
| Colo-Colo · Chile            | 1.ª                 | 1993                | —     | —     | —      | 10               | 1                | 3                | —                       | —                       | —                       | 10    | 1     | 3      | 0.1             |
| Club América · México        | 1.ª                 | 1993-94             | 33    | 3     | 2      | —                | —                | —                | —                       | —                       | —                       | 33    | 3     | 2      | 0.09            |
| Club América · México        | 1.ª                 | 1994-95             | 5     | 0     | 0      | —                | —                | —                | —                       | —                       | —                       | 5     | 0     | 0      | 0.00            |
| Club América · México        | Total club          | Total club          | 38    | 3     | 2      | 0                | 0                | 0                | 0                       | 0                       | 0                       | 38    | 3     | 2      | 0.08            |
| Universidad Católica · Chile | 1.ª                 | 1995                | 12    | 2     | 1      | 3                | 0                | 1                | 6                       | 0                       | 1                       | 21    | 2     | 3      | 0.1             |
| Universidad Católica · Chile | Total club          | Total club          | 12    | 2     | 1      | 3                | 0                | 1                | 6                       | 0                       | 1                       | 21    | 2     | 3      | 0.1             |
| Colo-Colo · Chile            | 1.ª                 | 1996                | 27    | 3     | 4      | 9                | 2                | 5                | 6                       | 0                       | 1                       | 42    | 5     | 10     | 0.12            |
| Colo-Colo · Chile            | 1.ª                 | AP 1997             | 13    | 1     | 4      | —                | —                | —                | 10                      | 1                       | 0                       | 23    | 2     | 4      | 0.09            |
| Colo-Colo · Chile            | 1.ª                 | CL 1997             | 11    | 0     | 4      | —                | —                | —                | 8                       | 0                       | 1                       | 19    | 0     | 5      | 0.00            |
| Colo-Colo · Chile            | 1.ª                 | 1998                | 21    | 4     | 0      | 2                | 0                | 0                | 13                      | 0                       | 1                       | 36    | 4     | 1      | 0.11            |
| Colo-Colo · Chile            | 1.ª                 | 1999                | 27    | 4     | 6      | —                | —                | —                | 7                       | 1                       | 1                       | 34    | 5     | 7      | 0.15            |
| Colo-Colo · Chile            | 1.ª                 | 2000                | 21    | 3     | 2      | 2                | 0                | 0                | 4                       | 1                       | 0                       | 27    | 4     | 2      | 0.15            |
| Colo-Colo · Chile            | 1.ª                 | 2001                | 8     | 0     | 1      | —                | —                | —                | 3                       | 0                       | 1                       | 11    | 0     | 2      | 0.00            |
| Colo-Colo · Chile            | 1.ª                 | AP 2002             | 9     | 1     | 0      | —                | —                | —                | —                       | —                       | —                       | 9     | 1     | 0      | 0.11            |
| Colo-Colo · Chile            | 1.ª                 | CL 2002             | 8     | 0     | 0      | —                | —                | —                | —                       | —                       | —                       | 8     | 0     | 0      | 0.00            |
| Colo-Colo · Chile            | Total club          | Total club          | 265   | 50    | 48     | 64               | 11               | 19               | 86                      | 13                      | 9                       | 415   | 74    | 76     | 0.18            |
| Total en su carrera          | Total en su carrera | Total en su carrera | 387   | 67    | 60     | 67               | 11               | 20               | 92                      | 13                      | 10                      | 546   | 91    | 90     | 0.17            |

### Como entrenador
| Club                      | País  | Año       | P  | PG | PE | PP | %      |
| ------------------------- | ----- | --------- | -- | -- | -- | -- | ------ |
| Universidad de Concepción | Chile | 2007-2008 | 52 | 19 | 13 | 20 | 44.87% |
| Colo-Colo                 | Chile | 2008-2009 | 28 | 10 | 9  | 9  | 46.42% |
| Audax Italiano            | Chile | 2010      | 8  | 3  | 1  | 4  | 41.67% |
| Total                     | Total | Total     | 88 | 32 | 23 | 33 | 45.07% |

## Palmarés

### Como jugador

#### Torneos nacionales
| Título           | Club                 | País  | Año    |
| ---------------- | -------------------- | ----- | ------ |
| Copa Chile       | Colo-Colo            | Chile | 1989   |
| Primera División | Colo-Colo            | Chile | 1989   |
| Copa Chile       | Colo-Colo            | Chile | 1990   |
| Primera División | Colo-Colo            | Chile | 1990   |
| Primera División | Colo-Colo            | Chile | 1991   |
| Copa Chile       | Universidad Católica | Chile | 1995   |
| Copa Chile       | Colo-Colo            | Chile | 1996   |
| Primera División | Colo-Colo            | Chile | 1996   |
| Primera División | Colo-Colo            | Chile | 1997-C |
| Primera División | Colo-Colo            | Chile | 1998   |
| Primera División | Colo-Colo            | Chile | 2002-C |

#### Torneos internacionales
| Título              | Equipo    | País  | Año  |
| ------------------- | --------- | ----- | ---- |
| Copa Libertadores   | Colo-Colo | Chile | 1991 |
| Recopa Sudamericana | Colo-Colo | Chile | 1992 |
| Copa Interamericana | Colo-Colo | Chile | 1992 |

### Como entrenador

#### Torneos nacionales
| Título           | Club      | País  | Año    |
| ---------------- | --------- | ----- | ------ |
| Primera División | Colo-Colo | Chile | 2008-C |

### Distinciones individuales
| Título                             | Año  |
| ---------------------------------- | ---- |
| Goleador de la Copa Interamericana | 1992 |

| Predecesor: Fernando Astengo | Director técnico de Colo-Colo 2008-2009 | Sucesor: Gualberto Jara (interino) |

## Discografía
| Año  | Título                                      | Sello          | Ref(s) |
| ---- | ------------------------------------------- | -------------- | ------ |
| 1998 | Ya nada es importante (junto a Keko Yunge). | BMG Chile S.A. |        |